# Llista de cançons del Guitar Hero Encore: Rocks the 80s
Repertori complet del videojoc musical Guitar Hero Encore: Rocks the 80s (conegut a Europa com Guitar Hero: Rocks the 80s). Desenvolupat per Harmonix i distribuït per RedOctane i Activision, va sortir a la venda l'any 2007 exclusivament per la consola PlayStation 2. Es considera que és una expansió del Guitar Hero II, que pertanyen a la saga Guitar Hero.
Com els seus precedessors, la característica principal de joc és el controlador en forma de guitarra que permet al jugador simular que està tocant la guitarra en un grup de música rock. Al tractar-se d'una expansió, el joc es ven amb la guitarra per separat, ja que es pot utilitzar l'adquirida en les anteriors versions. La guitarra té una barra de "rascar" i cinc botons de trast que cal fer coincidir amb les notes que apareixen per pantalla i que recreen la cançó. Disposa de quatre nivells de dificultat que es diferencien en la quantitat de notes que té la cançó i la quantitat de botons de trast que cal tocar. El mode principal de joc és el mode carrera on un jugador ha de passar una sèrie d'escenaris individualment. Cada escenari està format per un conjunt de cançons que cal tocar correctament.
Aquesta edició es caracteritza pel fet que la banda sonora està formada per cançons que pertanyen als anys 80, a excepció d'una que és posterior però que té un estil semblant a aquesta època. La majoria de cançons són versions sobre les originals realitzades per WaveGroup Sound i només algunes són originals. En el mode cooperatiu, cada cançó inclou les notes d'un baix per poder tocar en parella. De moment, es tracta de l'única edició de la saga que no inclou cap cançó de bonificació, de manera que les 30 cançons que inclou pertanyen al mode carrera.

## Repertori principal
El Guitar Hero Encore: Rocks the 80s conté un repertori total de 30 cançons, de les quals només cinc són gravacions originals mentre la resta són versions realitzades per WaveGroup Sound. Les cançons estan dividides en sis escenaris de quatre cançons més una d'extra que es desbloqueja en superar-lo.
,
| Any   | Títol                            | Artista             | Original | Escenari                     |
| ----- | -------------------------------- | ------------------- | -------- | ---------------------------- |
| 1989  | "18 and Life"                    | Skid Row            |          | 1. Opening Licks Extra       |
| 1988  | "Ain't Nothin' But a Good Time"1 | Poison              |          | 5. Relentless Riffs          |
| 1984  | "Ballroom Blitz"                 | Krokus              |          | 4. Return of the Shred       |
| 1984  | "Balls to the Wall"              | Accept              |          | 1. Opening Licks             |
| 1983  | "(Bang Your Head) Metal Health"  | Quiet Riot          |          | 1. Opening Licks             |
| 1987  | "Bathroom Wall"                  | Faster Pussycat     |          | 5. Relentless Riffs          |
| 20032 | "Because, It's Midnite"          | Limozeen            | 1        | 2. Amp Warmers Extra         |
| 1987  | "Caught in a Mosh"               | Anthrax             |          | 6. Furious Fretwork          |
| 1982  | "Electric Eye"3                  | Judas Priest        | 1        | 6. Furious Fretwork          |
| 1982  | "Heat of the Moment"             | Asia                |          | 2. Amp Warmers               |
| 1981  | "Hold on Loosely"                | .38 Special         |          | 3. String Snappers           |
| 1983  | "Holy Diver"                     | Dio                 |          | 3. String Snappers           |
| 1982  | "I Ran (So Far Away)"            | A Flock of Seagulls | 1        | 1. Opening Licks             |
| 1984  | "I Wanna Rock"                   | Twisted Sister      | 4        | 3. String Snappers Extra     |
| 1981  | "Lonely Is the Night"            | Billy Squier        |          | 5. Relentless Riffs          |
| 1980  | "Los Angeles"                    | X                   |          | 5. Relentless Riffs          |
| 1982  | "No One Like You"                | Scorpions           |          | 2. Amp Warmers               |
| 1981  | "Only a Lad"                     | Oingo Boingo        |          | 4. Return of the Shred       |
| 1989  | "Play With Me"                   | Extreme             |          | 6. Furious Fretwork Extra    |
| 1980  | "Police Truck"                   | Dead Kennedys       |          | 6. Furious Fretwork          |
| 1989  | "Radar Love"                     | White Lion          |          | 2. Amp Warmers               |
| 1984  | "Round and Round"                | Ratt                |          | 4. Return of the Shred Extra |
| 1988  | "Seventeen"                      | Winger              |          | 6. Furious Fretwork          |
| 1982  | "Shakin'"                        | Eddie Money         |          | 2. Amp Warmers               |
| 1983  | "Synchronicity II"               | The Police          |          | 4. Return of the Shred       |
| 1980  | "Turning Japanese"               | The Vapors          |          | 3. String Snappers           |
| 1984  | "The Warrior"                    | Scandal             | 1        | 3. String Snappers           |
| 1982  | "We Got the Beat"                | The Go-Go's         |          | 1. Opening Licks             |
| 1980  | "What I Like About You"          | The Romantics       |          | 4. Return of the Shred       |
| 1981  | "Wrathchild"                     | Iron Maiden         |          | 5. Relentless Riffs Extra    |

## Controvèrsia
Al novembre de 2007, el grup The Romantics van denunciar als creadors del videojoc Guitar Hero Encore: Rocks the 80s indicant que la versió de la cançó "What I Like About You" era pràcticament indistingible de la seva versió. No obstant això, Activision va guanyar el requeriment judicial preliminar per continuar venent el joc mentre la justícia estudia el cas.